# 薮下信
薮下信（やぶしたしん、1936年 -）は、日本の理論天体物理学者・応用数学者。

## 経歴
1936年の生れ、1958年に京都大学を卒業した。1963年英国ケンブリッジ大学大学院に進学・修了し、Ph.D.を授与される。専攻は応用数学、理論物理学。その後、エール大学、メリーランド大学での研究を経て1965年京都大学講師に赴任。1967年- 1995年京都大学工学部助教授、1995年 - 1998年京都大学大学院工学研究科教授、
1998年 - 1999年京都大学大学院情報学研究科教授を勤めた。天体力学、銀河の渦巻構造、回転流体の安定性、彗星の起源、などについて多数の英文・和文の論文を発表している
。
現在は京都大学名誉教授。

## 著書の一部
- 薮下信、『特殊関数とその応用』、森北出版 1975年
- 薮下信、『計算物理』、地人書館 1982年
- 薮下信編、『彗星と星間物質』、地人書館、1982年
- 薮下信、『彗星の本』、地人書館、1984年